# Unité urbaine de Vienne
L'unité urbaine de Vienne est une agglomération française centrée sur la commune iséroise de Vienne. Composée de 25 communes d'Isère, de la Loire et du Rhône, elle comptait 99 763 habitants en 2022. 

## Données générales
En 2010, selon l'Insee, l'unité urbaine de Vienne était composée de 25 communes.
Dans le nouveau zonage de 2020, le périmètre est inchangé.
En 2022, avec 99 763 habitants, elle occupe le 9e rang dans la région Auvergne-Rhône-Alpes.

## Composition selon la délimitation de 2020
Elle est composée des 25 communes suivantes :
| Nom                    | Code Insee | Département | Statut       | Superficie (km2) | Population (dernière pop. légale) | Densité (hab./km2) | Modifier                                    |
| ---------------------- | ---------- | ----------- | ------------ | ---------------- | --------------------------------- | ------------------ | ------------------------------------------- |
| Vienne (ville-centre)  | 38544      | Isère       | ville-centre | 22,65            | 31 555 (2022)                     | 1 393              | modifier les données · modifier les données |
| Ampuis                 | 69007      | Rhône       | banlieue     | 15,57            | 2 760 (2022)                      | 177                | modifier les données · modifier les données |
| Chavanay               | 42056      | Loire       | banlieue     | 15,06            | 2 886 (2022)                      | 192                | modifier les données · modifier les données |
| Chonas-l'Amballan      | 38107      | Isère       | banlieue     | 7,41             | 1 691 (2022)                      | 228                | modifier les données · modifier les données |
| Condrieu               | 69064      | Rhône       | banlieue     | 9,21             | 3 945 (2022)                      | 428                | modifier les données · modifier les données |
| Jardin                 | 38199      | Isère       | banlieue     | 9,25             | 2 156 (2022)                      | 233                | modifier les données · modifier les données |
| Malleval               | 42132      | Loire       | banlieue     | 5,06             | 619 (2022)                        | 122                | modifier les données · modifier les données |
| Le Péage-de-Roussillon | 38298      | Isère       | banlieue     | 7,41             | 6 587 (2022)                      | 889                | modifier les données · modifier les données |
| Pont-Évêque            | 38318      | Isère       | banlieue     | 8,76             | 5 843 (2022)                      | 667                | modifier les données · modifier les données |
| Reventin-Vaugris       | 38336      | Isère       | banlieue     | 18,40            | 2 042 (2022)                      | 111                | modifier les données · modifier les données |
| Les Roches-de-Condrieu | 38340      | Isère       | banlieue     | 1,03             | 2 031 (2022)                      | 1 972              | modifier les données · modifier les données |
| Roussillon             | 38344      | Isère       | banlieue     | 11,62            | 8 584 (2022)                      | 739                | modifier les données · modifier les données |
| Saint-Alban-du-Rhône   | 38353      | Isère       | banlieue     | 3,56             | 960 (2022)                        | 270                | modifier les données · modifier les données |
| Saint-Clair-du-Rhône   | 38378      | Isère       | banlieue     | 7,16             | 3 678 (2022)                      | 514                | modifier les données · modifier les données |
| Saint-Cyr-sur-le-Rhône | 69193      | Rhône       | banlieue     | 6,02             | 1 273 (2022)                      | 211                | modifier les données · modifier les données |
| Sainte-Colombe         | 69189      | Rhône       | banlieue     | 1,60             | 1 994 (2022)                      | 1 246              | modifier les données · modifier les données |
| Saint-Maurice-l'Exil   | 38425      | Isère       | banlieue     | 12,82            | 6 722 (2022)                      | 524                | modifier les données · modifier les données |
| Saint-Michel-sur-Rhône | 42265      | Loire       | banlieue     | 5,87             | 872 (2022)                        | 149                | modifier les données · modifier les données |
| Saint-Prim             | 38448      | Isère       | banlieue     | 7,30             | 1 454 (2022)                      | 199                | modifier les données · modifier les données |
| Saint-Romain-en-Gal    | 69235      | Rhône       | banlieue     | 13,39            | 1 990 (2022)                      | 149                | modifier les données · modifier les données |
| Salaise-sur-Sanne      | 38468      | Isère       | banlieue     | 16,15            | 4 548 (2022)                      | 282                | modifier les données · modifier les données |
| Serpaize               | 38484      | Isère       | banlieue     | 11,71            | 2 100 (2022)                      | 179                | modifier les données · modifier les données |
| Seyssuel               | 38487      | Isère       | banlieue     | 9,75             | 2 168 (2022)                      | 222                | modifier les données · modifier les données |
| Tupin-et-Semons        | 69253      | Rhône       | banlieue     | 8,26             | 650 (2022)                        | 79                 | modifier les données · modifier les données |
| Vérin                  | 42327      | Loire       | banlieue     | 3,05             | 655 (2022)                        | 215                | modifier les données · modifier les données |

## Évolution démographique
| 1968   | 1975   | 1982   | 1990   | 1999   | 2006   | 2011   | 2016   | 2022   |
| ------ | ------ | ------ | ------ | ------ | ------ | ------ | ------ | ------ |
| 70 125 | 74 449 | 77 806 | 83 012 | 87 192 | 91 287 | 92 621 | 95 269 | 99 763 |

#### Données générales
- Unité urbaine en France
- Aire d'attraction d'une ville
- Liste des unités urbaines de France

#### Données démographiques en rapport avec l'unité urbaine de Vienne
- Aire d'attraction de Lyon
- Arrondissement de Vienne
- Vienne

#### Données démographiques en rapport avec l'Isère, la Loire et le Rhône
- Démographie de l'Isère
- Démographie de la Loire
- Démographie du Rhône